# Mošorin
Mošorin es un pueblo ubicado en el municipio de Titel, en el distrito de Bačka del Sur, Serbia.

## Superficie
Posee una superficie de 67,69 kilómetros cuadrados.

## Demografía
Hasta 2022 la población era de 2406 habitantes, con una densidad de población de 35,55 habitantes por kilómetro cuadrado.